# Пенеевые
Пенеевые (лат. Penaeaceae) — семейство цветковых растений порядка Миртоцветные (Myrtales).

## Ботаническое описание

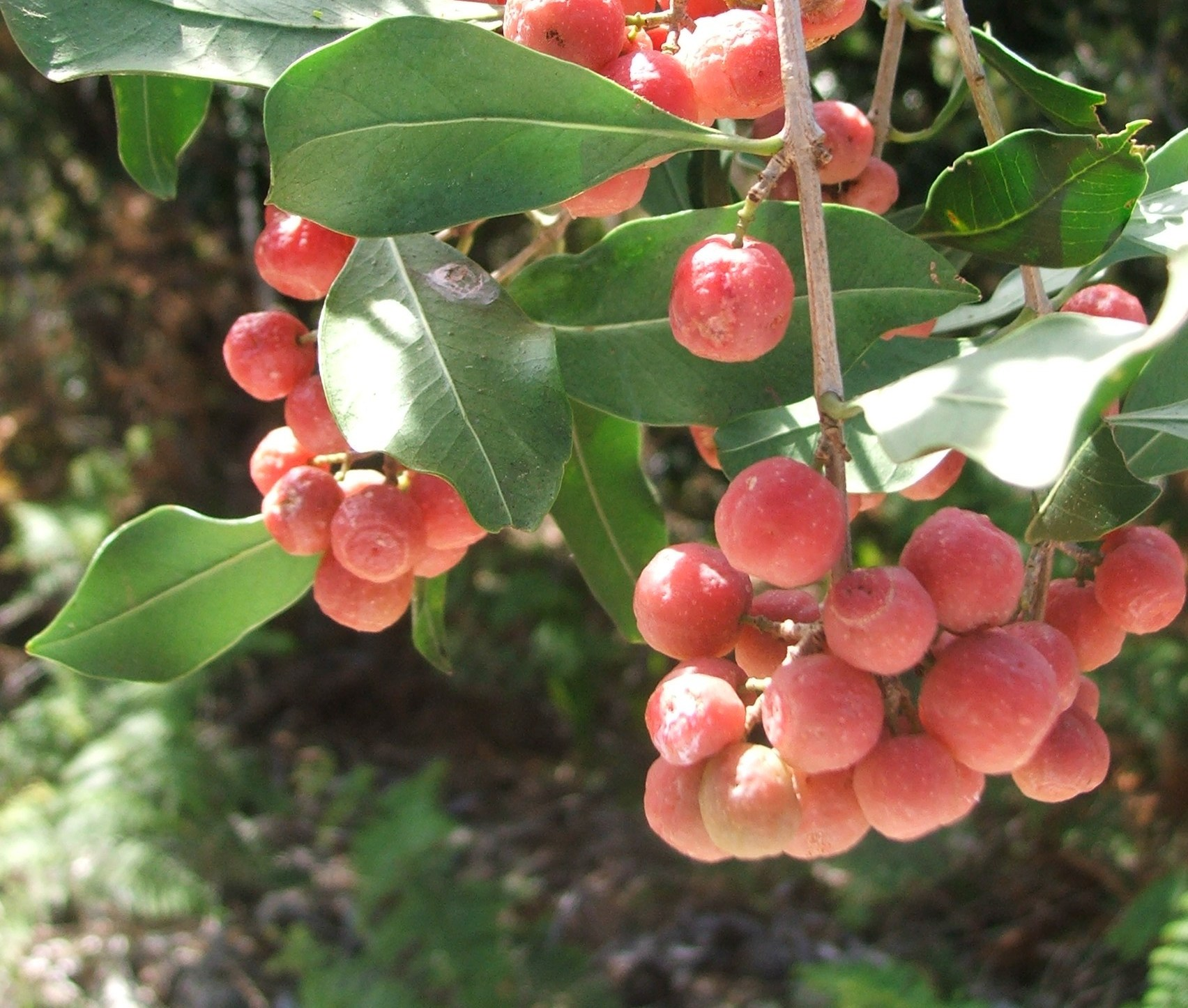
Ветка Olinia emarginata c листьями и плодами

Это вечнозелёные кустарники и небольшие деревья с кожистыми листьями.

## Ареал
Представители семейства в природе встречаются в Южной Африке.

## Таксономия
Семейство Пенеевые включает 9 родов:
- Brachysiphon A.Juss.
- Endonema A.Juss.
- Glischrocolla (Endl.) A.DC.
- Olinia Thunb.
- Penaea L.typus
- Rhynchocalyx Oliv.
- Saltera Bullock
- Sonderothamnus R.Dahlgren
- Stylapterus A.Juss.